# Hendersoniopsis thelebola
Hendersoniopsis thelebola är en svampart som först beskrevs av Pier Andrea Saccardo, och fick sitt nu gällande namn av Franz Xaver von Höhnel 1918. Hendersoniopsis thelebola ingår i släktet Hendersoniopsis, ordningen Diaporthales, klassen Sordariomycetes, divisionen sporsäcksvampar,  och riket svampar.   Inga underarter finns listade.